# Vrpolje (żupania splicko-dalmatyńska)
Vrpolje – wieś w Chorwacji, w żupanii splicko-dalmatyńskiej, w mieście Trilj. W 2011 roku liczyła 93 mieszkańców.